# Thabiso Maretlwaneng
Thabiso Maretlwaneng es un productor de cine y televisión botsuano. Recibió un premio African Achievers en 2015.

## Biografía
Maretlwaneng fue campeón de kárate y obtuvo una beca deportiva para estudiar en la Universidad Tecnológica de Swinburne en Australia. Como estudiante, produjo un documental titulado Head Up, que sigue el viaje de jóvenes refugiados negros en Australia intentando entrar en la industria del hip hop del país. La banda sonora del documental ganó un premio en el Festival Internacional de Cine y Video Independiente de Nueva York 2009.
Su empresa Botswana Dee-Zone Productions, recibió financiación del Gobierno de Botsuana.
Produjo Ntwagolo, un docudrama interactivo de 52 episodios que analiza el impacto del SIDA en el país africano. 
Pelokgale es una serie que comenzó a transmitirse en 2014 y abarcaba la violencia de género. El programa de entretenimiento, Pula Power, también comenzó a transmitirse en 2014. En 2016, Dee-Zone Productions fue demandada.

## Filmografía
- Head Up, documental.

- Ntwagolo, drama de 52 episodios.
- Pelokgale, drama de 26 episodios de 2014